# Potůčky
Potůčky település Csehországban, a Karlovy Vary-i járásban. Potůčky Breitenbrunn/Erzgeb., Johanngeorgenstadt, Nové Hamry, Boží Dar, Pernink és Horní Blatná településekkel határos. Lakosainak száma 427 fő (2024. január 1.).

## Népesség
A település lakosságának változását az alábbi diagram mutatja:
| Lakosok száma | 1098 | 1403 | 1425 | 341  | 359  | 470  | 445  | 450  | 394  | 427  |
|               | 1869 | 1900 | 1921 | 1961 | 1980 | 2011 | 2016 | 2019 | 2021 | 2024 |